# مالك تيلمان
مالك تيلمان (بالألمانية: Malik Tillman؛ مواليد 28 مايو 2002) هو لاعب كرة قدم أمريكي يلعب في مركز الوسط الهجومي مع نادي باير ليفركوزن في الدوري الألماني.

## وصلات خارجية
لا توجد روابط لمواقع التواصل الاجتماعي.

- مالك تيلمان على موقع الاتحاد الأوربي (الإنجليزية)
- مالك تيلمان على موقع الدوري الأمريكي (الإنجليزية)
- مالك تيلمان على موقع قاعدة بيانات كرة القدم.إي يو (الإنجليزية)
- مالك تيلمان على موقع ليكيب (الفرنسية)
- مالك تيلمان على موقع ناشيونال فوتبول تيمز (الإنجليزية)
- مالك تيلمان على موقع Soccerway.com (الإنجليزية)
- مالك تيلمان على موقع عالم كرة القدم.نت (الإنجليزية)